# Royal Scot
Royal Scot is een historisch merk van motorfietsen.
De bedrijfsnaam was: Donaldson & Kelso, later Knightswood Motors Ltd., Anniesland, Glasgow.
Schots motormerk dat motorfietsen met 346 cc Barr & Stroud-schuivenmotoren bouwde. Omdat de frames van Victoria in Glasgow kwamen stelde Royal Scot eigenlijk alleen de motorfietsen samen. De productie duurde van 1922 tot 1924.